# Cmentarz na Rudaku w Toruniu
Cmentarz na Rudaku w Toruniu – nieczynny cmentarz wyznania ewangelickiego w Toruniu, położony na skraju lasu przy ul. Rudackiej 27. Miał on kształt trapezu. Liczył 0,22 ha powierzchni.
Cmentarz powstał pod koniec XVIII wieku. Początkowo chowano w nim osadników olęderskich wyznania mennonickiego, którzy w 1603 roku osiedlili się na Rudaku. Prawdopodobnie w następnych latach chowano w nim również mieszkańców Rudaka wyznania ewangelicko-unijnego, ofiary wypadków w pobliskich cegielniach oraz chowano lub symbolicznie upamiętniano żołnierzy walczących podczas I wojny światowej. Cmentarz zamknięto w 1945 roku.
Zachowały się m.in.: piaskowcowa stela upamiętniająca Friedricha Winklera, żyjącego w latach 1814–1872, grobowiec rodziny Wiebusch.
Po II wojnie światowej cmentarz popadł w zapomnienie. W 1966 roku pojawiły się plany likwidacji cmentarza, do czego jednak nie doszło. W latach 2013–2014 cmentarz został poddany renowacji. W pracach brało udział Stowarzyszenie „Nasz Podgórz”. Podczas prac w kwietniu 2013 roku odnaleziono potłuczone fragmenty tablic inskrypcyjnych, odnaleziono nowe nagrobki oraz odkryto, że cmentarz miał osobną kwaterę dziecięcą, położoną po jego wschodniej stronie.
Cmentarz wpisany jest do gminnej ewidencji zabytków (nr 2548).